# Lomekwi 3
Lomekwi 3 è un sito archeologico preistorico che si trova sulla formazione Nachukui, poco ad ovest del Lago Turkana in Kenya.

## Descrizione
Il sito archeologico ha restituito oggetti in pietra tagliata risalenti a 3,3 milioni di anni fa, tra i più antichi strumenti preistorici ad oggi conosciuti. Questa scoperta ha messo in discussione l'idea comunemente accettata, secondo cui la comparsa degli strumenti in pietra sarebbe legata all'emergere del genere Homo.
Scoperto casualmente da un team di ricercatori nel 2011, Lomekwi 3 è stato scavato nel 2012. Il sito ha dato alla luce quasi 150 oggetti in pietra tagliata e ossa fossili (elefante, ippopotamo, coccodrillo, felini). Le principali rocce utilizzate sono il basalto e la fonolite, presenti in zona; la particolarità è che, per questi strumenti, diversamente da quanto rilevato per altri siti, sono stati selezionati blocchi di pietra di grandi dimensioni; il più grande pesa 15kg.
Particolari per il periodo a cui si fa riferimento, anche i metodi di scheggiatura utilizzati, che prevedono la percussione su un'incudine con una superficie piana. La datazione così antica, e le particolarità della lavorazione della pietra, hanno fatto avanzare ai ricercatori l'ipotesi che il sito non appartenga alla cultura olduvaiana, ma che invece si possa attribuire ad una nuova facies culturale.

## Scoperta
Nel luglio 2011, un team di archeologi guidato da Sonia Harmand e Jason Lewis della Stony Brook University, si stava dirigendo verso un sito vicino al lago Turkana, in Kenya, vicino a dove erano stati precedentemente trovati dei fossili di Kenyanthropus platyops. Il gruppo però sbagliò strada e si ritrovò in un'area ancora inesplorata; decisero tuttavia di eseguire qualche rilevamento e furono premiati dal ritrovamento di alcuni manufatti in pietra. Un anno dopo tornarono sul sito, che avevano battezzato con il nome di Lomekwi 3 (LOM3), per uno scavo completo. Da allora il West Turkana Archaeological Project (WTAP) ha avviato un'indagine archeologica e scavi che si sono protratti fino al 2019.
Harmand presentò le sue scoperte all'incontro annuale della Paleoanthropology Society di San Francisco il 14 aprile 2015 mentre il 21 maggio dello stesso anno pubblicò su Nature un articolo che illustrava i risultati del lavoro del suo team.

## Lomekwiano
Gli studiosi dell'evoluzione umana hanno a lungo supposto che i primi strumenti in pietra fossero stati realizzati dal genere Homo, ma la scoperta dei fossi li di LOM3 ha messo in discussione questa credenza e ha aperto un dibattito su questo tema.
I reperti più antichi conosciuti erano quelli ritrovati nei siti etiopi di Gona (~2,6 Ma), Hadar (~2,36 Ma) e Omo Kibish (~2,34 Ma) e quello keniota di Lokalalei 2C (~2,34 Ma). A questi nel 2019 si erano aggiunti i reperti del sito di Ledi-Geraru datati a circa 2,6 Ma, attribuiti a delle forme di early Homo e inquadrati, come tutti i precedenti, all'interno della cultura olduvaiana.
I reperti di LOM3, invece, sono stati datati a 3,3 Ma, in base alla loro posizione stratigrafica rispetto a due strati di cenere vulcanica e a un'inversione magnetica di età nota. Questo li rende gli utensili più antichi mai realizzati, infatti, sarebbero circa 700 mila anni più antichi di quelli di Gona e di quelli di Ledi-Geraru.
A causa del fatto che questi ritrovamenti si trovano nella stessa area geografica di fossili di ominini attribuiti a Kenyanthropus platyops, della loro diversità rispetto agli utensili olduvaiani e della grande differenza temporale in cui sono stati realizzati è stato proposto di raggrupparli in un nuovo "periodo culturale" chiamato Lomekwiano, precedente all'Olduvaiano. Se questa tesi dovesse essere accettata, allora andrebbe riattribuito il primato di primo produttore di utensili alla specie di Kenyanthropus platyops.
Ci sono tuttavia studiosi che mettono in dubbio la datazione sia dei reperti del sito di Ledi-Geraru che di quelli del sito di Lomekwi 3. Per questi ultimi si sospetta che originariamente si trovassero in sedimenti molto più giovani e che l'erosione e l'acqua li abbiano spostati tra sedimenti più antichi.